# Team Rytger Carl Ras
Team Rytger Carl Ras er et cykelhold fra Danmark, der blev etableret i 2014. I 2015 blev det registreret som et UCI Women's Team, hvilket gjorde, at holdet kunne konkurrere i cykelløb som UCI World Cup for kvinder, men dette var ikke gældende for 2016.
I 2017 blev holdet oprettet på ny, denne gang som et DCU Elite Team for damer. Halvdelen af holdet er eliteryttere, den anden halvdel er juniorryttere.

## Holdet

### 2025
| Trup 2025              | Trup 2025        | Trup 2025                    | Trup 2025 |
| Rytter                 | Fødselsdag       | Seneste hold                 |           |
| ---------------------- | ---------------- | ---------------------------- | --------- |
| Kamma Bergholt         | 29. juni 2007    | Varde Cykelklub (2023)       |           |
| Mathilde Cramer        | 7. juli 2007     | Greve Cykle Club (2023)      |           |
| Marte Dolven           | 3. april 2007    | Asker Cykleklubb (2024)      |           |
| Laura Five             | 13. oktober 2008 | Cycling Team Glabbeek (2024) |           |
| Vendula Strakatá       | 16. januar 2007  | Team Dukla Praha (2023)      |           |
| Maria Jürisaar         | 11. august 2008  | Haanja Rattaklubi (2024)     |           |
| Claudia Leusink        | 26. juni 2008    | WV De IJsselstreek (2024)    |           |
| Lotte Borremans        | 1. juli 2008     | Rajamäen Kehitys (2024)      |           |
|                        |                  |                              |           |
| Kilde: ProCyclingStats |                  |                              |           |

### 2024
| Trup 2024                        | Trup 2024        | Trup 2024                                 | Trup 2024 |
| Rytter                           | Fødselsdag       | Seneste hold                              |           |
| -------------------------------- | ---------------- | ----------------------------------------- | --------- |
| Kamilla Aasebø                   | 11. juli 2006    | Sportsklubben Rye (2023)                  |           |
| Kamma Bergholt                   | 29. juni 2007    | Varde Cykelklub (2023)                    |           |
| Mathilde Cramer                  | 7. juli 2007     | Greve Cykle Club (2023)                   |           |
| Mia Kronheim Gjertsen            | 11. april 2006   | Fana IL (2022)                            |           |
| Anna Margrethe Hansen            | 6. marts 2006    | Amager Cykle Ring (2022)                  |           |
| Ida Krickau Ketelsen             | 15. juni 2006    | Greve Cykle Club (2022)                   |           |
| Matilde Skjelde                  | 7. april 2006    | Bokn Sykkelklubb (2022)                   |           |
| Vendula Strakatá                 | 16. januar 2007  | Team Dukla Praha (2023)                   |           |
| Beatrice Temperoni               | 12. oktober 2006 | C.C. Canturino 1902 (2023)                |           |
| Nanoi Van Wettere                | 29. august 2006  | AG Insurance-Soudal Quick-Step U19 (2023) |           |
| Marte Dolven (19. sep.–31. dec.) | 3. april 2007    | Asker Cykleklubb (2024)                   |           |
|                                  |                  |                                           |           |
| Kilde: ProCyclingStats           |                  |                                           |           |

### 2023
| Trup 2023              | Trup 2023          | Trup 2023                                | Trup 2023 |
| Rytter                 | Fødselsdag         | Seneste hold                             |           |
| ---------------------- | ------------------ | ---------------------------------------- | --------- |
| Xaydée Van Sinaey      | 16. maj 2005       |                                          |           |
| Anna Margrethe Hansen  | 6. marts 2006      | Amager Cykle Ring (2022)                 |           |
| Alberte Greve          | 16. september 2005 | Amager Cykle Ring (2022)                 |           |
| Clara Sundgren         | 24. maj 2005       | Sigtuna Märsta Arlanda Cykelklubb (2020) |           |
| Laura Auerbach-Lind    | 14. juni 2003      | Give Cykelklub (2021)                    |           |
| Mia Kronheim Gjertsen  | 11. april 2006     | Fana IL (2022)                           |           |
| Matilde Skjelde        | 7. april 2006      | Bokn Sykkelklubb (2022)                  |           |
| Sofie Mohn             | 5. marts 2001      | Asker Cykleklubb (2022)                  |           |
| Felicia Bengtsson      | 23. maj 2003       | Watersley R&D Cycling Team (2022)        |           |
| Ida Krickau Ketelsen   | 15. juni 2006      | Greve Cykle Club (2022)                  |           |
| Tusnelda Svanholmer    | 10. maj 2001       | Amager Cykle Ring (2022)                 |           |
|                        |                    |                                          |           |
| Kilde: ProCyclingStats |                    |                                          |           |

#### Sejre
| 15. apr. | Uno-X Ladies Cup, 1. etape                            | DCU licensløb | Laura Auerbach-Lind  |
| 3. jun.  | Danske mesterskab i enkeltstart for junior damer      | NC            | Alberte Greve        |
| 22. jun. | Danske mesterskab i enkeltstart for U23 damer         | NC            | Laura Auerbach-Lind  |
| 25. jun. | Danske mesterskab i landevejscykling for junior damer | NC            | Ida Krickau Ketelsen |

### 2022
| Trup 2022                                | Trup 2022          | Trup 2022                                | Trup 2022 |
| Rytter                                   | Fødselsdag         | Seneste hold                             |           |
| ---------------------------------------- | ------------------ | ---------------------------------------- | --------- |
| Solbjørk Minke Anderson                  | 15. august 2004    | Give Cykelklub (2021)                    |           |
| Victoria Lund                            | 5. september 2004  | Køge Cykel Ring (2019)                   |           |
| Laura Lizette Sander                     | 15. maj 2004       | Pärnu Kalevi Spordikool (2020)           |           |
| Elisabeth Ebras                          | 22. juli 2004      | Kalevi Jalgrattakool (2019)              |           |
| Wilma Aintila                            | 12. april 2004     | Idrottsklubben-32 (2021)                 |           |
| Clara Sundgren                           | 24. maj 2005       | Sigtuna Märsta Arlanda Cykelklubb (2020) |           |
| Karoline Træland Dalland                 | 17. april 2005     | Nordhordland Sykkelklubb (2020)          |           |
| Maria Bertelsen                          | 9. februar 2002    | Watersley R&D Cycling Team (2021)        |           |
| Laura Auerbach-Lind                      | 14. juni 2003      | Give Cykelklub (2021)                    |           |
| Mie Saabye (1. jan.–31. mar.)            | 8. august 2001     | Mountainbike Klub Silkeborg (2017)       |           |
| Rikke Enstad                             | 26. december 2002  | Horten og Omegn Cykleklubb (2019)        |           |
| Anna Margrethe Hansen (8. nov.–31. dec.) | 6. marts 2006      | Amager Cykle Ring (2022)                 |           |
| Alberte Greve (22. nov.–31. dec.)        | 16. september 2005 | Amager Cykle Ring (2022)                 |           |
|                                          |                    |                                          |           |
| Kilde: ProCyclingStats                   |                    |                                          |           |

#### Sejre
| 26. jun. | Danske mesterskab i landevejscykling for junior damer | NC | Solbjørk Minke Anderson    |
| 1. okt.  | DM i holdløb – damer                                  | NC | Rytger powered by Carl Ras |

### 2021
| Trup 2021                                   | Trup 2021         | Trup 2021                                | Trup 2021 |
| Rytter                                      | Fødselsdag        | Seneste hold                             |           |
| ------------------------------------------- | ----------------- | ---------------------------------------- | --------- |
| Gullborg Guttesen                           | 30. november 2004 | Herning Cykle Klub (2020)                |           |
| Astrid Marie Bjørn Sørensen                 | 31. august 2005   | Cykle Klubben Aarhus (2019)              |           |
| Mie Saabye                                  | 8. august 2001    | Mountainbike Klub Silkeborg (2017)       |           |
| Rikke Lønne                                 | 3. marts 1988     | Crescent D.A.R.E (2017)                  |           |
| Karoline Træland Dalland                    | 17. april 2005    | Nordhordland Sykkelklubb (2020)          |           |
| Clara Sundgren                              | 24. maj 2005      | Sigtuna Märsta Arlanda Cykelklubb (2020) |           |
| Victoria Lund                               | 5. september 2004 | Køge Cykel Ring (2019)                   |           |
| Laura Lizette Sander                        | 15. maj 2004      | Pärnu Kalevi Spordikool (2020)           |           |
| Anniina Ahtosalo                            | 27. august 2003   | Korson Kaiku (2019)                      |           |
| Elisabeth Ebras                             | 22. juli 2004     | Kalevi Jalgrattakool (2019)              |           |
| Felicia Bengtsson                           | 23. maj 2003      | Cykelklubben Bure (2019)                 |           |
| Julie Lillelund                             | 21. februar 2005  | Herning Cykle Klub (2020)                |           |
| Solbjørk Minke Anderson (23. aug.–31. dec.) | 15. august 2004   | Amager Cykle Ring (2020)                 |           |
|                                             |                   |                                          |           |
| Kilde: ProCyclingStats                      |                   |                                          |           |

#### Sejre
| 21. mar. | Piccolo Trofeo Alfredo Binda | 1.Ncup           | Anniina Ahtosalo                     |
| 4. jun.  | DM i holdløb – damer         | NC               | Rytger powered by Cykeltøj-Online.dk |
| 1. aug.  | DCU Ladies Cup, 3. etape     | Anniina Ahtosalo |                                      |

### 2017
Elite:
- Kamilla Sofie Vallin
- Johanne Marie Marcher
- Emma Norsgaard Jørgensen
- Josefine Huitfeldt
- Ellinor Huusko

Junior:
- Silje Alsbjerg
- Mette Egtoft Jensen
- Nanna Sif Warming
- Caroline Andersson
- Julia Borgström

### 2015
| Trup 2015                       | Trup 2015          | Trup 2015                       | Trup 2015 |
| Rytter                          | Fødselsdag         | Seneste hold                    |           |
| ------------------------------- | ------------------ | ------------------------------- | --------- |
| Amy Hill                        | 4. juli 1995       |                                 |           |
| Ellinor Huusko                  | 17. december 1996  |                                 |           |
| Olivia Overskov Jakobsen        | 29. september 1996 |                                 |           |
| Cecilie Uttrup Ludwig           | 23. august 1995    | Arbejdernes Bicykle Club (2013) |           |
| Kelly Markus                    | 7. februar 1993    | Skil-Argos (2013)               |           |
| Nina Krebs Ovesen               | 20. februar 1996   |                                 |           |
| Kamilla Sofie Vallin            | 18. august 1993    |                                 |           |
| Henriette Woering               | 18. januar 1992    |                                 |           |
| Melanie Woering                 | 18. januar 1992    |                                 |           |
| Chloe Fraser (1. jan.–19. aug.) | 20. september 1993 |                                 |           |
|                                 |                    |                                 |           |
| Kilde: ProCyclingStats          |                    |                                 |           |

### 2014
| Trup 2014               | Trup 2014          | Trup 2014                       | Trup 2014 |
| Rytter                  | Fødselsdag         | Seneste hold                    |           |
| ----------------------- | ------------------ | ------------------------------- | --------- |
| Julie Valgren Steensen  | 15. juni 1994      |                                 |           |
| Cecilie Uttrup Ludwig   | 23. august 1995    | Arbejdernes Bicykle Club (2013) |           |
| Kelly Markus            | 7. februar 1993    | Skil-Argos (2013)               |           |
| Nina Schultz Nielsen    | 9. juni 1993       |                                 |           |
| Malin Kristina Nystrand | 21. april 1995     |                                 |           |
| Anna Pålsson            | 20. september 1994 |                                 |           |
| Kamilla Sofie Vallin    | 18. august 1993    |                                 |           |
| Henriette Woering       | 18. januar 1992    |                                 |           |
|                         |                    |                                 |           |
| Kilde: ProCyclingStats  |                    |                                 |           |